# Мало-Калинкин мост
Мало-Кали́нкин мост (также Мало-Кали́нкинский мост) — автодорожный металлический балочный мост через канал Грибоедова в Адмиралтейском районе Санкт-Петербурга, соединяет Коломенский и Покровский острова. Мост является памятником архитектуры федерального значения и охраняется государством.

## Расположение
Расположен в месте впадения канала Грибоедова в Фонтанку, соответственно по северной (нечётной) набережной между домами № 199 и 201. На этот же перекрёсток выходит и Садовая улица.
Выше по течению находится Коломенский мост.
Ближайшая станция метрополитена (2 км) — «Балтийская».

## Название
Название известно с 1761 года в форме Калинкинский мост и дано по находившейся в XVIII веке на левом берегу реки Фонтанки Калинкиной деревне. С 1799 по 1873 года это был Калинкин мост. Существующее название мост получил в 1820 году, для отличия от находившегося рядом Большого Калинкина моста через Фонтанку.

## История
Построен в 1783 году, одновременно с сооружением гранитных набережных канала. По конструкции был схож с Пикаловым мостом и другими мостам в нижнем течении Екатерининского канала: трёхпролётный деревянный мост, на бутовых, облицованных гранитом опорах, с разводным средним пролётом. Строительством руководил инженер И. Н. Борисов. Во второй половине XIX века была произведена замена среднего разводного пролёта постоянным балочным строением. В 1893 году выполнен капитальный ремонт моста.
В 1907—1908 годах в связи с намеченным открытием трамвайного движения по Садовой улице мост перестроен с сохранением исторического облика. Опоры моста были переложены и уширены, деревянные балки пролётного строения были заменены на металлические клёпаные. Для воспрепятствования подъёму концов ферм при загрузке среднего пролёта в концевых панелях моста были установлены чугунные противовесы. Старые перила моста были заменены на типовые. Ширина моста увеличилась с 10,3 до 16,2 м.
На время производства работ был возведён временный мост в створе Упраздненного переулка. Работы по перестройке моста производились инженерами И. И. Можейко и М. И. Левыкиным с 29 мая 1907 года до 28 августа 1908 года. Металлическое пролётное строение было изготовлено на Путиловском заводе.
В 1952 году по проекту архитектора А. Л. Ротача были восстановлены гранитные обелиски с фонарями на промежуточных опорах. В 1970 году восстановлена позолота завершений на гранитных обелисках. В 1980 году установлен повышенный гранитный поребрик. В 1993 году произведены ремонтно-реставрационные работы по восстановлению перильного ограждения с верховой стороны.
В 2007 году проведён капитальный ремонт моста. Проект реконструкции моста был разработан ГУП «Ленгипроинжпроект». В ходе работ выполнен ремонт устоев, металлоконструкций моста, выполнено устройство монолитной плиты проезжей части, уложены бесшпальные трамвайные пути, отреставрировано перильное ограждение и торшеры.

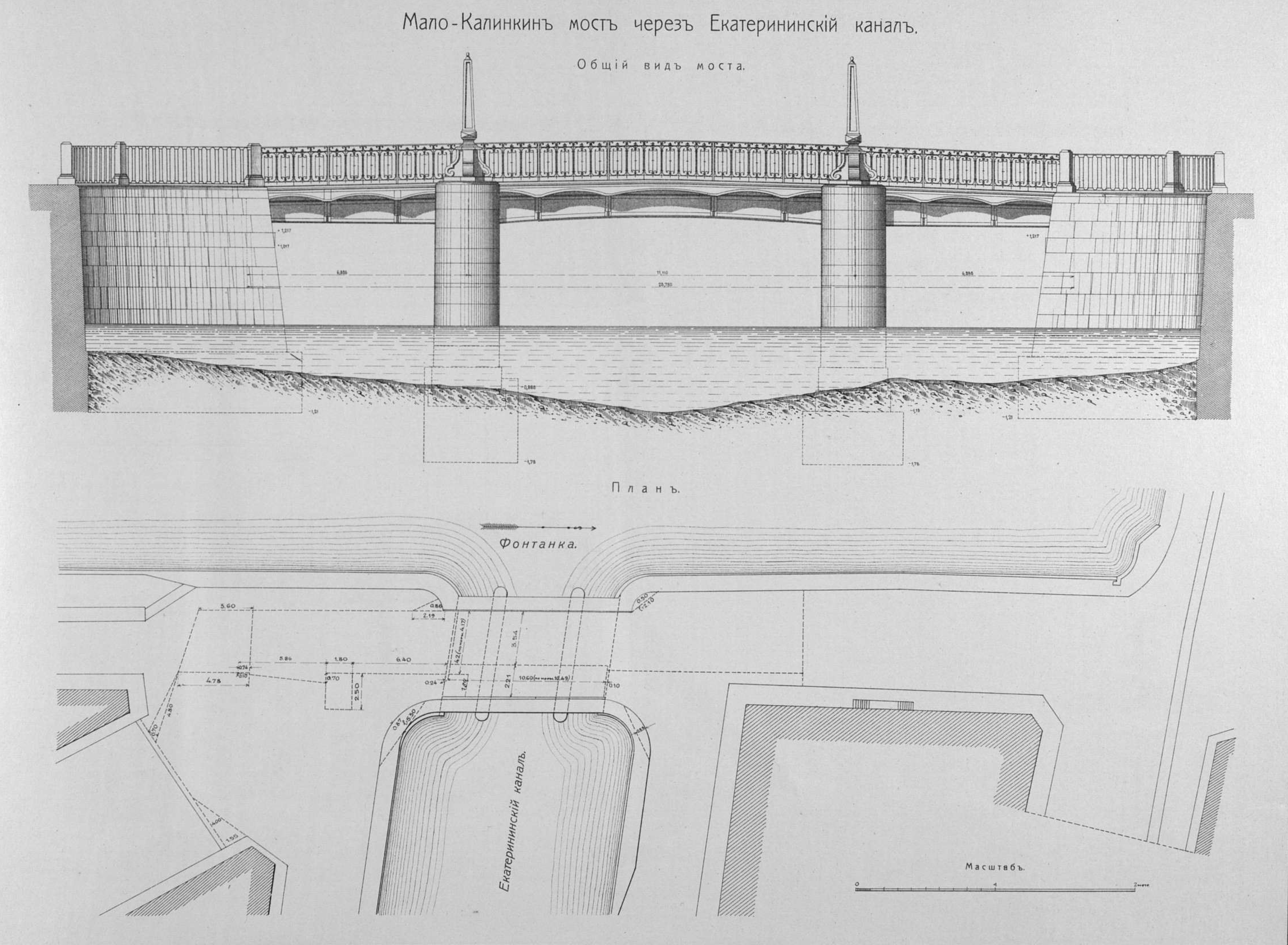
Проект перестройки моста. 1907—1908
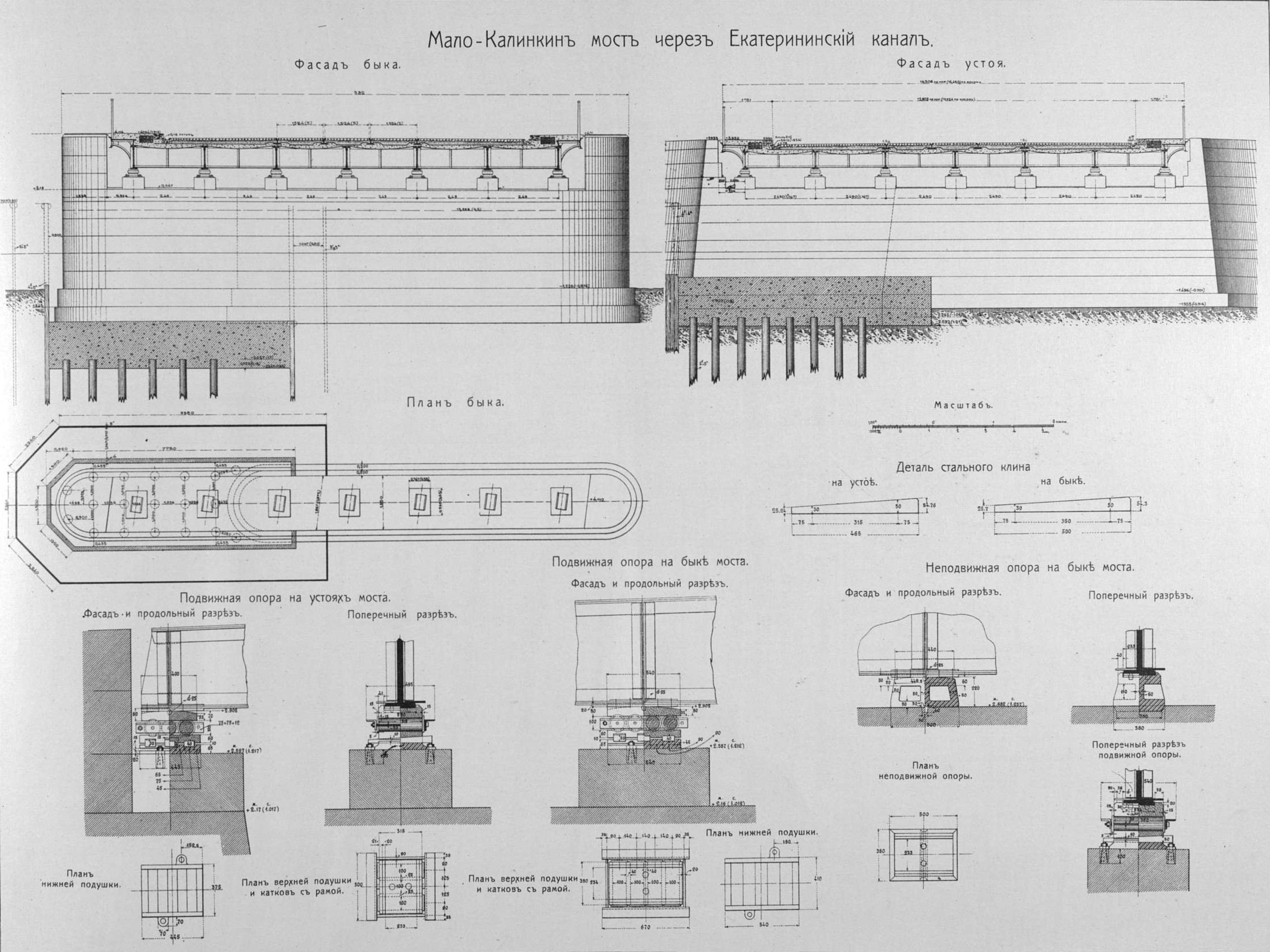
Проект перестройки моста. 1907—1908
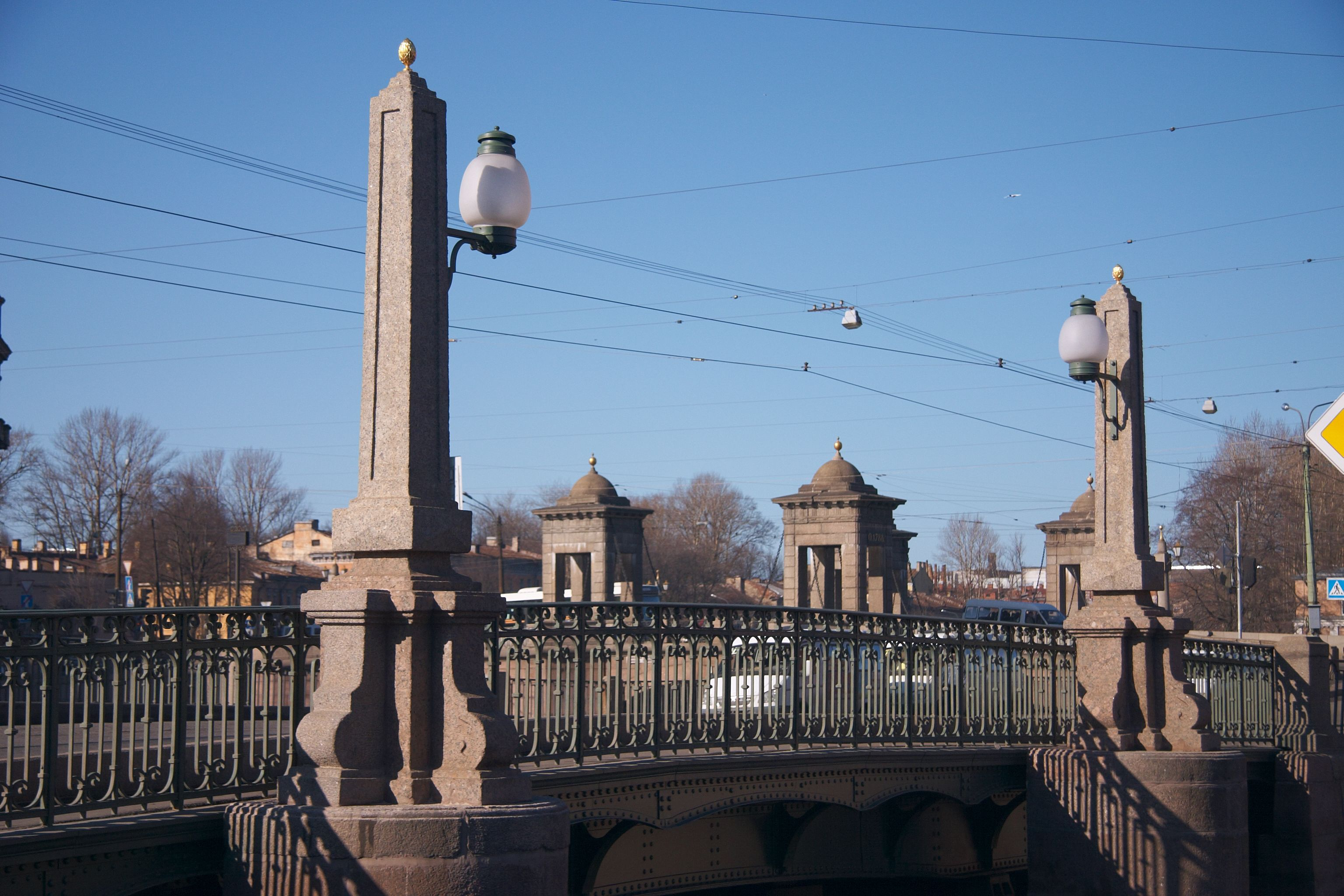
Гранитные обелиски-фонари. 2007 год

## Конструкция
Мост трёхпролётный металлический, балочно-неразрезной системы. По конструкции схож с Аларчиным и Старо-Никольским мостами. Пролётное строение состоит из стальных двутавровых балок с криволинейным очертанием нижнего пояса, объединённых поперечными балками. Поверх балок устроена железобетонная плита проезжей части. Тротуары вынесены на консоли. Устои и промежуточные опоры железобетонные на свайном основании с массивной гранитной облицовкой. Длина моста составляет 23,3 (27,7) м, ширина — 16,22 м.
Мост предназначен для движения трамваев, автотранспорта и пешеходов. Проезжая часть моста включает в себя 2 полосы для движения автотранспорта (в том числе 2 трамвайных пути). Покрытие проезжей части и тротуаров — асфальтобетон, на примыкании к набережным на тротуарах уложены гранитные плиты. Тротуары отделены от проезжей части высоким гранитным парапетом. Перильное ограждение металлическое, художественной ковки, завершается на устоях гранитными тумбами. На боковых закруглениях средних опор за пределами пролётного строения установлены гранитные обелиски на фигурных пьедесталах, завершённые золочеными «шишками». На обелисках установлены овальные фонари типа «Вашингтон».